# گذرایی
در زبان‌شناسی، گُذَرایی ویژگی‌ای از فعل است که نشان می‌دهد آیا فعل افزون بر نهاد برای کامل شدن معنا به جزء اصلی دیگری هم نیاز دارد یا خیر.
گذرایی یا تَعَدّی در رویکرد سنتی بر اساس حضور مفعول در جمله تعریف می‌شود. به عبارتی چنانچه جمله‌ای علاوه بر فاعل به مفعول هم نیاز داشته باشد یک جمله گذرا (مُتَعدی) نامیده و در مقابل اگر فعلی نیاز به مفعول نداشته باشد و با فاعل معنای آن کامل شود، ناگذرا (نامتعدی) نامیده می‌شود.
به عبارت دیگر، فعل‌هایی که به جزء دیگری نیاز ندارند، ناگذرا (لازم) خوانده می‌شوند مانند فعل رفتن.
فعل‌هایی که به جزء دیگری نیاز دارند فعل‌های گذرا (متعدی) خوانده می‌شوند. فعل‌های گذرا دو دسته‌اند: فعل‌های گذرا به مفعول (مستقیم) و فعل‌های گذرا به متمم.
نمونهٔ فعل گذرا به مفعول: خریدن، دیدن
نمونهٔ فعل گذرا به متمم: جنگیدن، ترسیدن، بالیدن
فعل‌هایی نیز وجود دارند که گذرا به مفعول و متمم هستند مانند: آویختن، چسباندن.